# Nuvoton
Nuvoton Technology Corporation (Chinês: 新唐科技股份有限公司) é uma empresa de semicondutores da República da China fundada em 2008. É uma spin-off da Winbond Electronics Corp., sendo uma subsidiária integral.

## Visão global
As principais linhas de produtos da Nuvoton são os microcontroladores (baseados em nas famílias 8051, ARM e Cortex M0), CIs de áudio (codecs, ChipCorders, controladores de áudio, amplificadores), aplicação cloud & computing e serviços de fabricação de semicondutores. [1] Os circuitos integrados voltados para o mercado consumidor focam principalmente nos microcontroladores e controladores de áudio. A família NuMicro de microcontroladores ARM Cortex-M0 é famosa por sua ampla capacidade e funcionalidade. A linha de CI´s para o mercado de informática desenvolve e fábrica os controladores para placas-mãe de PCs, notebooks e servidores, oferecendo soluções completas de Super I/ O, geradores de clock, CI’s para monitoramento de hardware, gerenciamento de energia, controladores de segurança TPM, controladores de teclado para notebook, e computadores embarcados para dispositivos móveis
Nuvoton possui uma fábrica de wafer de seis polegadas que oferece serviços de fabricação de produtos com a própria marca, bem como para parceiros de fabricação.